# Heráclio (irmão de Tibério III)

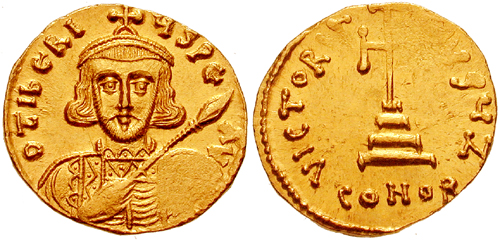
Soldo de r.

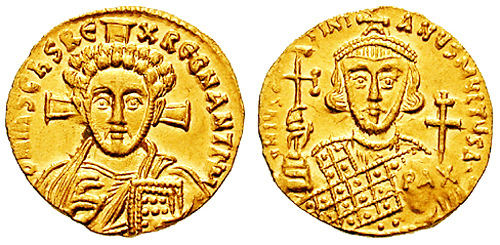
Soldo de (r. 685-695 e 705-711)

Heráclio (em grego: Ἡράκλειος; romaniz.: Herakleios; 705) era o irmão do imperador Tibério III (r. 698–705) e o principal general de seu reinado. Conquistou diversas vitórias contra os omíadas, mas não conseguiu impedir a conquista da Armênia pelos árabes e nem foi capaz de impedir a deposição de seu irmão por Justiniano II (r. 685-695 e 705-711), que, posteriormente, capturou e executou os dois.

## Biografia
Nada se sabe sobre as origens de Heráclio. O nome de seu irmão, Apsimaro é provavelmente um indicativo de uma origem germânica. Em 698, Apsimaro foi proclamado imperador pela frota após a fracassada expedição para retomar Cartago. Apsimaro cercou a capital e conseguiu entrar na cidade após alguns oficiais lhe terem aberto os portões. Ao depor Leôncio (r. 695–698), também um usurpador, assumiu o trono com o clássico nome romano de "Tibério" e começou a tentar legitimar seu regime através de vitórias militares contra o maior inimigo do império, o Califado Omíada.
Heráclio foi feito patrício e monoestratego (comandante-em-chefe) do Tema Anatólico. No fim do outono, cruzou os passos dos Tauro à Cilícia com as tropas e, de lá, foi ao norte da Síria. Ao derrotar um exército árabe em Antioquia, chegou a Samósata antes de recuar em segurança no início da primavera de 699. As vitórias só serviram para provocar gigantesca retaliação árabe: nos próximos anos, os generais califais Maomé e Abdelas lançaram várias campanhas que conquistaram o resto da Armênia bizantina, sem que Heráclio fosse capaz de defendê-la. Em 702, porém, os armênios se rebelaram e pediram a ajuda dos bizantinos e o general Abdelas, após ter assegurado sua retaguarda, lançou outra campanha na região em 704. Heráclio atacou os árabes na Cilícia e derrotou um exército de 10 000-12 000 homens sob Iázide ibne Hunaine em Sísio, assassinando a maioria dos soldados e levando o resto como prisioneiros a Constantinopla, mas ainda assim foi incapaz de impedir que Abdelas conquistasse a Armênia.
À época, o deposto Justiniano II (r. 685–695 e 705–711) tinha escapado do exílio no Quersoneso e obteve ajuda dos cãs dos cazares e dos búlgaros. O império enfrentava agora uma ameaça direta e o imperador se juntou ao cã Tervel (r. 695/701–715/721) no outono e marchou à Trácia. Heráclio foi reconvocado e enviado para enfrentá-los, mas a força aliada passou direto por seu exército sem dar-lhe combate e tomou Constantinopla. No fi, do verão de 705, Tibério conseguiu escapar para Sozópolis, onde se juntou ao exército do irmão. Seus soldados começaram a desertá-lo e Tibério e Heráclio foram presos por Justiniano. Após serem exibidos acorrentados na capital, Heráclio e muitos oficiais foram enforcados nas muralhas da cidade, enquanto que Leôncio e Tibério foram enforcados no início de 706.